# Critérium de Dijon
Le Critérium de Dijon est une course cycliste française.
Dijon accueille son critérium d'après-Tour de France peu après l'arrivée des coureurs sur les Champs-Élysées. Celui-ci est organisé par le SCO Dijon, avec la participation de la Mairie de Dijon.
Le critérium offre la possibilité de voir les jeunes des différents clubs de vélo de la région participer aux compétitions l'après-midi. Le soir, les amateurs (venant pour la plupart du SCO Dijon) affrontent les coureurs professionnels.
La course se déroule sur 40 tours de circuit et des sprints sont réalisés pour gagner des points tous les cinq tours (5 points pour le premier, 3 pour le deuxième et 1 pour le troisième). A la fin il y a donc sur le podium le gagnant de la course et également le coureur qui a récolté le plus de points au sprint. 
Il se déroule sur le circuit des Allées du Parc, empruntant le Cours du Général de Gaulle, la place Wilson et le Rond-Point Edmond Michelet.
La course est commentée depuis le podium par le speaker Daniel Mangeas.

## Palmarès
| Année                                                                                   | Vainqueur                | Deuxième            | Troisième               |
| 1990                                                                                    | Greg LeMond              | Fabrice Philipot    | Jacques Decrion         |
| 1991                                                                                    | Laurent Fignon           | Thierry Marie       | Stephen Roche           |
| 1992                                                                                    | Jean-Claude Colotti      | Thierry Laurent     | Philippe Louviot        |
| 1993                                                                                    | Gianni Bugno             | Laurent Biondi      | Philippe Casado         |
| 1994                                                                                    | Jean-François Bernard    | Jacky Durand        | Gilbert Duclos-Lassalle |
| 1995                                                                                    | Eddy Seigneur            | Jacky Durand        | Gilles Bouvard          |
| 1996                                                                                    | Djamolidine Abdoujaparov | François Simon      | Thierry Laurent         |
| 1997                                                                                    | Christophe Mengin        | Ronan Pensec        | Gilles Bouvard          |
| 1998                                                                                    | Cédric Vasseur           | Gilles Bouvard      | Richard Virenque        |
| 1999                                                                                    | François Simon           | Gilles Bouvard      | Ludovic Auger           |
| 2000                                                                                    | Richard Virenque         | Christophe Moreau   | Romain Mary             |
| 2001                                                                                    | François Simon           | Christophe Moreau   | Christophe Agnolutto    |
| 2002                                                                                    | Christophe Mengin        | Patrice Halgand     | Giuseppe Guerini        |
| 2003                                                                                    | Frédéric Finot           | Guillaume Auger     | Richard Virenque        |
| 2004                                                                                    | Gilberto Simoni          | Christophe Moreau   | Thomas Voeckler         |
| 2005                                                                                    | Thomas Voeckler          | Christophe Moreau   | Andy Flickinger         |
| 2006                                                                                    | Christophe Moreau        | Carlos Da Cruz      | George Hincapie         |
| 2007                                                                                    | Sébastien Chavanel       | Christophe Mengin   | George Hincapie         |
| 2008                                                                                    | Samuel Dumoulin          | George Hincapie     | Mathieu Drouilly        |
| 2009                                                                                    | Christophe Moreau        | Samuel Dumoulin     | Martial Ricci-Poggi     |
| 2010                                                                                    | Sandy Casar              | Christophe Moreau   | Jérémie Dérangère       |
| 2011                                                                                    | Mickaël Delage           | Jérémy Roy          | Christophe Riblon       |
| 2012                                                                                    | Thibaut Pinot            | Pierre Rolland      | Nacer Bouhanni          |
| 2013                                                                                    | Arthur Vichot            | Pierre Rolland      | Jérôme Pineau           |
| 2014                                                                                    | Jean-Christophe Péraud   | Nacer Bouhanni      | Bryan Coquard           |
| 2015                                                                                    | Pierre-Luc Périchon      | Alexis Vuillermoz   | Thibaut Pinot           |
| 2016                                                                                    | Sylvain Chavanel         | Arthur Vichot       | Pierre-Luc Périchon     |
| 2017                                                                                    | Lilian Calmejane         | Rudy Barbier        | Pierre-Luc Périchon     |
| 2018                                                                                    | Julian Alaphilippe       | Pierre-Luc Périchon | Julien Bernard          |
| 2019                                                                                    | Tony Gallopin            | Julien Bernard      | Yoann Offredo           |
| 2020 : Édition annulée en raison de la pandémie de Covid-19                             |                          |                     |                         |
| 2021                                                                                    | Julien Bernard           | Philippe Gilbert    | Anthony Perez           |
| 2022                                                                                    | Florian Sénéchal         | Benjamin Thomas     | Yves Lampaert           |
| 2023                                                                                    | Pierre-Luc Périchon      | Clément Berthet     | Julien Bernard          |
| 2024 : Édition annulée en raison des Jeux Olympiques et du passage de la flamme à Dijon |                          |                     |                         |
| 2025                                                                                    | Ben Healy                | Dorian Godon        | Clément Venturini       |